# 1442 هـ

## أحداث
- إعادة تعيين مجلس الشورى السعودي.
- تنصيب السلطان هيثم بن طارق سلطاناً لعمان خلفاً السلطان الراحل قابوس بن سعيد

## وفيات

### صفر
- 6 صفر - نور الدين عتر، عالم حديث سوري.
- 12 صفر - صباح الأحمد الجابر الصباح، أمير دولة الكويت الخامس عشر، والخامس بعد الاستقلال من المملكة المتحدة.
- محمد زويد النفيعي

### جمادى الآخرة
- 11 جمادى الآخرة - عبلة الكحلاوي، داعية إسلامية مصرية.
- 13 جمادى الآخرة - موفق الخاني طيار وإعلامي مقدم برنامج تلفزيونية سوري.

### رجب
- 2 رجب - كارلوس منعم، الرئيس ومحامي الأرجنتيني من أصل سوري.
- 3 رجب - روز نوري شاويس، الرئيس الوزراء كردي عراقي.
- 16 رجب - صباح عبد الجليل، لاعب ومدرب كرة قدم عراقي.
- 23 رجب - حسان عباس، كاتب وأستاذ جامعي سوري.
- 28 رجب - خير الدين حسيب، مفكر قومي وسياسي عراقي.

### شعبان
- 3 شعبان - كمال مظهر احمد، باحث ومؤرخ ومفكر عراقي.
- 6 شعبان - محمد علي الصابوني عالم مسلم سوري.
- 14 شعبان - جزاء الحربي، شاعر كويتي.
- 18 شعبان - كمال الجنزوري، سياسي مصري.
- 23 شعبان - عز الدين المناصرة، شاعر وناقد ومفكر وأكاديمي فلسطيني.

### رمضان
- 3 رمضان - مكرم محمد أحمد، كاتب صحفي مصري.
- 4 رمضان - محمود الخالدي، دبلوماسي وسياسي فلسطيني.
- 5 رمضان - مصطفى مسلم، عالم مسلم سوري متخصص في التفسير.

### شوال
- 6 شوال - عبد الخالق الغانم مخرج سعودي.

### ذو القعدة
- 29 ذو القعدة - جيهان السادات، زوجة الرئيس السابق أنور السادات.